# Canh Thân
Canh Thân (chữ Hán: 庚申) là kết hợp thứ 57 trong hệ thống đánh số Can Chi của người Á Đông. Nó được kết hợp từ thiên can Canh (Kim dương) và địa chi Thân (khỉ). Trong chu kỳ của lịch Trung Quốc, nó xuất hiện trước Tân Dậu và sau Kỷ Mùi.

## Các năm Canh Thân
Năm dương lịch thứ nhất trước Công nguyên (TCN) là năm Canh Thân. Đối với các năm công nguyên, những năm chia hết cho 60 thì đều là năm Canh Thân.
Giữa năm 1700 và 2200, những năm sau đây là năm Canh Thân (lưu ý ngày được đưa ra được tính theo lịch Việt Nam, chưa được sử dụng trước năm 1967):
- 1740
- 1800
- 1860
- 1920 (20 tháng 2, 1920 – 7 tháng 2, 1921)
- 1980 (16 tháng 2, 1980 – 4 tháng 2, 1981)
- 2040 (12 tháng 2, 2040 – 31 tháng 1, 2041)
- 2100
- 2160